# Galatella angustissima
Galatella angustissima là một loài thực vật có hoa trong họ Cúc. Loài này được (Tausch) Novopokr. mô tả khoa học đầu tiên năm 1948.